# Отто-Крістофер фон дер Говен
Отто-Крістофер фон дер Говен (нім. Otto Christopher von der Howen; 19 листопада 1699 — 27 листопада 1775) — курляндський державний діяч, старший радник, правник, дипломат. Ландгофмейстер Курляндії (1759—1763, 1767—1775). Представник шляхетного німецького роду Говенів. Син Георга-Генріха фон дер Говена і Доротеї-Єлизавети Шіллінг. Навчався у Кенігсберзі (1718) і Галле (1721). Депутат Курляндського ландтагу. Працював церковним візитатором у Семигалії (1729—1734), посланцем ландтагу (1730), державним послом у Варшаві (1732, 1765, 1767), гауптманом у Бауске (1734—1742), головою Гольдінгенського обер-гауптманства (1742—1746). Займав пост ландмаршала, очолюючи ландтаг (1746—1748), а також був Мітавським обер-бургграфом (1748—1758). Після цього працював канцлером (1758—1759), а потім — ландгофмейстером герцогства. Підтримував герцога Карла-Християна, перебував у опозиції до проросійських Біронів. Відмовився присягати на вірність новому герцогу Ернсту-Йоганну фон Бірону, через що був звільнений (1763). Отримав титул кабінет-міністра у Польщі й Саксонії, нагороджений Орденом Білого орла. Був членом масонських лож. Одружений із Єлизаветою-Доротеєю фон Мірбах, донькою ландгофмейстра Генріха-Георга фон Мірбаха. Від неї мав сина Отто-Германа фон дер Говена, організатора російської анексії Курляндії. Помер у Мітаві, Курляндія.

## Імена
- О́тто-Крі́стофер фон дер Го́вен (нім. Otto Christopher von der Howen) — повне ім'я.
- О́тто-Крі́стоф фон дер Го́вен (нім. Otto Christoph von der Howen; лат. Otto Christophus Howen) — варіант імені.
- О́тто фон дер Го́вен (нім. Otto von der Howen) — коротке ім'я.

## Біографія

### Молоді роки
Отто-Крістофер фон дер Говен народився 19 листопада 1699 року в Бредефельді, Курляндія, в родині Георга-Генріха фон дер Говена і Доротеї-Єлизавети Шіллінг.
Говен навчався у Кенігсберзькому (1718), Галльському (1721) і Єнському університетах.
Після повернення на батьківщину Говен став депутатом Курляндського ландтагу. Він працював церковним візитатором у Семигалії (1729—1734), посланцем ландтагу (1730), державним послом у Варшаві (1732, 1767).
14 березня 1732 року Говен одружився із Єлизаветою-Доротеєю фон Мірбах, донькою курляндського ландгофмейстера Генріха-Георга фон Мірбаха. Союз із Мірбахами посилив його позиції в уряді.

### Високопосадовець
1734 року Говен став гауптманом у Бауске, а 1742 року очолив Гольдінгенське обер-гауптманство, де працював понад 4 роки.
1746 року Говен був призначений на два роки ландмаршалом, головою Курляндського ландтагу. Згодом він займав пост Мітавського обер-бургграфа (1748—1758).
У 1758—1759 роках Говен став канцлером Курляндії і Семигалії, увійшов до складу старших радників герцогства.
У 1759—1763 роках, в часи правління герцога Карла-Християна, Говен займав пост першого міністра — ландгофмейстера герцогства Курляндії та Семигалії. Герцог переклав на нього усі внутрішньо-політичні справи, що викликало роздратування серед міщан і лютеранського кліру.
1763 року, після утвердження герцога Ернста-Йоганна фон Бірона, Говен відмовився присягати на йому вірність, через що був звільнений.
У січні 1765 року Говен був послом курляндського лицарства у Польщі й Саксонії. Він отримав титул саксонського кабінет-міністра і таємного радника; нагороджений Орденом Білого орла. 
1767 року Говен повторно став ландгофмейстром Курляндії.

### Арешт сина
25 листопада 1769 року герцог Ернст-Йоганн фон Бірон зрікся престолу на користь свого сина Петера, але зберіг за собою право по-життєво користуватися прибутками з герцогських землеволодінь. На січневій сесії курляндського ландтагу в 1770 році син Говена, Отто-Герман, разом із однодумцями засудили цей акт і закликали лицарство не присягати Бірону. Це суперечило політичним інтересам Російської імперії, тому 1771 року російські спецслужби таємно арештували молодого Говена і заточили у Ризькому замку.
Довідавшись про ув'язнення сина, 7 (18) жовтня 1774 року Отто-Крістофер, написав листа ризькому губернатору Броуну листа і звернувся на ім'я Катерини II з проханням помилувати сина. За три дні Броун зробив відповідний запит до керівника колегії іноземних справ Микити Паніна та самої цариці. 22 жовтня Панін дав дозвіл на звільнення, наказавши не стягувати їх з батька арештованого. 
27 листопада 1775 року Говен помер у Мітаві, Курляндія. Його син Отто-Герман став лідером проросійської партії курляндського лицарства, яка організувала російську анексію Курляндії.

## Сім'я
- Батько: Георг-Генріх фон дер Говен
- Матір: Доротея-Єлизавета Шіллінг
- Дружина: Єлизавета-Доротея фон Мірбах (1712—1779)
- Діти: 
  - Ернст (1737—1798)
  - Анна (1739—1768)
  - Отто-Герман (1740—1806) — депутат Курляндського ландтагу, ініціатор російської анексії Курляндії
  - Георг-Генріх (1744—1816)
  - Марія-Єлизавета (1745—1821)

## Праці
- Howen, Otto Christophus. Anno 1763 die 26 Januarii requirebant personam et officium Regni Notariatus publicum meum Magnificus ac Generosus Dominus Otto Christoph. ab Howen Landhoffmaisterus et Consiliarius Supremus ut et Magnificus ac Generosus D. D. Franciscus Georgius a Pfeilitzen nominatus Franck Landmarschalcus et Consiliarius Supremus et haec sequentia in parata Copia ad acta dabant... 1763. 26 Januarii. 1763[6].
- Howen, Otto Christophus. Antwortrede bey der den 23. April 1763. erfolgten Abreise des Herzogs Karl, auf dem Palais zu Mittau öffentlich gehalten. // Nachricht von der Abreise des Herzogs Karl von Mitau. 1763 (також є польський переклад)[6].
- Howen, Otto Christophus. Anno 1764 die 5 Januarii comparebant per litteras coram actis regii Secretariatus et notariatus publici meis Generosi. 1764[6].
- Howen, Otto Christophus. Declaratio ex parte generosae nobilitatis Curlandiae. Declaration von Seiten des Wohlgebohrnen Curländischen Adels. Warschau 1765[6].
- Howen, Otto Christophus. Deklaracja urodzoney Szlachty Kurlandzkiey przeciwko fałszywym zarzutom oneyże zadanym. 1766[6].
- Howen, Otto Christophus. Declaration von Seiten Einer Wohlgebohrnen Ritterund Landschafft der Hertzogthümer Curland und Semgallen wieder die falschen Anschuldigungen, welche obgedachter Landschafft gemachet worden. Warszawa 10 April 1766[6].
- Howen, Otto Christophus. Declaratio pro Generosa Nobilitate Curlandiae et Semigalliae, contra falsas imputationes eidem Nobilitati factas. Varsaviae, 1766[6].

## Нагороди
- Орден Білого Орла

### Монографії. Статті
- Arbusov, L. Grundriss der Geschichte Liv-, Est- und Kurlands. Riga: Jonck und Poliewsky, 1918.
- Genealogisches Handbuch der baltischen Ritterschaften (GHBR). Teil 3. Kurland. Band 1. Görlitz: 1930, S. 308—313. Howen
- Meyer, W. Baltische Studenten in Kiel 1665—1865. Kiel: W G Mühlau, 1930.
- Oberländer, E.; Keller, V. Kurland: vom polnisch-litauischen Lehnsherzogtum zur russischen Provinz. Paderborn: Schöningh, 2008.
- Pīrāgs, V. Brīvmūrnieku rituālu izcelsme Latvijā // Akadēmiskā Dzīve, Riga: Latvijas Universitāte, 2008, № 45, S. 68—79.
- Pirang, H. Das baltische Herrenhaus. Riga: Jonck & Poliewsky, 1926—1930. V. 3, S. 75.
- Räder, W. Die Juristen Kurlands im 18. Jahrhundert. Posen: W. F. Häcker, 1942.
- Бартенев, П. И. Осмнадцатый век: исторический сборник. Москва, 1869. Кн. 3, С. 269—279 (XVII. О курляндце Отто Германе фон Ховен) .

### Довідники
- von der Howen (Otto Christopher) // Allgemeines Schriftsteller- und Gelehrten-Lexikon der Provinzen Livland, Esthland und Kurland. Mitau, 1829, Bd 2., S. 350—351.
- Howen, Otto Christopher v. der // Deutschbaltisches biographisches Lexikon 1710–1960. Köln-Wien, 1970, S. 341.